# Nancy Fish
Pour les articles homonymes, voir Nancy et Fish.
Nancy Fish est une ancienne  actrice américaine née le 16 mars 1938 à Spokane, Washington (États-Unis).

## Filmographie
- 1967 : Funnyman de John Korty : Jan
- 1973 : Steelyard Blues d'Alan Myerson : Pool Hall Waitress
- 1979 : American Graffiti, la suite (More American Graffiti) de Bill Norton : Police Matron
- 1981 : An Eye for an Eye : Reporter
- 1982 : L'Usure du temps (Shoot the Moon) : Joanne
- 1983 : Twice Upon a Time : Rusher of Din - Woman Under Dryer
- 1983 : Le Retour de l'inspecteur Harry (Sudden Impact) : Historical Society Woman
- 1984 : Birdy : Mrs. Prevost
- 1985 : Colpi di luce
- 1986 : Howard... une nouvelle race de héros (Howard the Duck) : Homeless Bag Lady
- 1987 : Right to Die (TV)
- 1987 : Hiding Out (en) de Bob Giraldi : Mrs. Billings
- 1987 : Student Exchange (TV) : Vera
- 1988 : Wildfire de Zalman King : Roberta
- 1988 : Candy Mountain : Maid
- 1988 : À fleur de peau (Two Moon Junction) : College Ball M.C.
- 1989 : Les Scouts de Beverly Hills (Troop Beverly Hills) : Mrs. Grundman
- 1989 : Parent Trap III (TV) : Judge
- 1989 : Cutting Class : Mrs. Knocht
- 1989 : Susie et les Baker Boys (The Fabulous Baker Boys) de Steven Kloves : Laughing Bar Patron
- 1990 : Dangerous Passion (TV) : Blake
- 1990 : L'Exorciste: la suite (The Exorcist III) de William Peter Blatty : Nurse Allerton
- 1991 : Open Window (TV) : Barbara
- 1991 : Les Nuits avec mon ennemi (Sleeping with the Enemy) : Woman on Bus
- 1991 : Hôpital central ("General Hospital") (série TV) : Nurse Strickland
- 1992 : Nervous Ticks : Mrs. Fennel
- 1992 : Beethoven : Miss Grundel
- 1992 : La mort vous va si bien (Death Becomes Her) : Rose
- 1992 : Dr. Rictus (Dr Giggles) : Elaine Henderson
- 1993 : Passion enflammée (Torch Song) (TV) : Joanie
- 1993 : Défense traquée (Caught in the Act) (TV) : Older Rachel
- 1993 : Le Tueur du futur (Ghost in the Machine) : Karl's Landlord
- 1994 : Reflections on a Crime : Ellen
- 1994 : The Mask : Mrs. Peenman
- 1997 : X-Files : Aux frontières du réel (épisode Amour fou) : l'infirmière Innes
- 1998 : Merchants of Venus : Eppy
- 2000 : The Giving Tree : Harrison's Mom
- 2002 : New Suit : Small Time Agent
- 2005 : Kiss Kiss Bang Bang : NY Casting Woman
- 2008 : Surfer, Dude